# Pierton
Pierton is een historisch merk van motorfietsen.
De bedrijfsnaam was: Ets. Pierton, Courbevoie, Seine.
Dit was een kleine Franse fabriek die in 1922 begon met de productie van motorfietsen. Het modellenaanbod was tamelijk groot: men leverde motorfietsen van 98- tot 500 cc met Franse inbouwmotoren van Aubier Dunne en Train, maar ook met Britse motoren van Villiers, JAP en Blackburne.
In de eerste helft van de jaren twintig ontstonden er veel van dergelijke kleine motorfietsmerken, maar daardoor werd de concurrentie ook erg groot. Bovendien begonnen de grote Britse merken, die tijdens de Eerste Wereldoorlog motorfietsen en soms ook wapens voor het Britse leger hadden gemaakt, hun export naar de Britse koloniën en Europa weer op te pakken. De overlevingskans voor de kleine merken was daardoor gering en in 1925 beëindigde Pierton haar productie.